# المضايا
مدينة المضايا تقع على مسافة 20 كيلومتر إلى الجنوب الشرقي من مدينة جازان في جنوب غرب المملكة العربية السعودية وهي قاعدة مركز الحكامية ويتبع لها من عدد من القرى التي تقدر بأكثر عشرين قرية.

## التسمية
اختلفت الآراء في سبب تسمية البلدة بهذا الاسم فمنهم من يقول أنها دمج لكلمتي (الماء ضايع) وهذا يختلف مع واقع الحال فالمضايا تقع في مكان تجمع أكثر من خمسة أودية وبالقرب منها العديد من الآبار العذبة مثل بئر (الحلوانية) وبئر (الردحة) ومنهم من يقول أنها تحريف لكلمة (أمفضايا) والميم هنا الميم الحميرية ومعنى الفضايا (جمع فضية) هو الأحساء (جمع حسي) ومعناها في اللغة المكان الذي تكون فيه المياه قريبه من السطح. وهذا المعنى يطابق الحال ففي وادي الخمس عندما تحفر مترين فقط تصل إلى المياه. 

## أهمية الموقع
يعتبر موقع المضايا مهما إستراتيجيا حيث أنها تقع في ملتقى الأودية التالية: الخمس، الفجا، الرباح، الكور، مقاب، المعاين، الأملح. فالأراضي التي تقع شمال شرق البلدة هي أراضي طينية خصبة وبها آبار عذبة. كما أن الخبت الواقع جنوب البلدة صالح أيضا للزراعة المطرية لبعض المحاصيل مثل الدخن وغيرها وهي أيضا مراعي للإبل والغنم والضان.
ويوجد بالبلدة مركز إمارة ومحكمة وبريد ومستوصف ومركز شرطة ومركز حرس الحدود بالإضافة إلى المدارس بكافة مراحلها للبنين والبنات. وبلديه الحكاميه.

## تاريخيا
لا يعرف بالتحديد تاريخ نشأة المضايا ولكن في نظر البعض أنه يزيد على 200 سنة لأنه ورد ذكرها في مخطوط مؤرخ عام 1210 هـ وكانت المضايا لها أهميتها الإستراتيجية حيث أنها قريبة من البحر الأحمر (حوالي 7 كيلو مترات) ولها ميناء طبيعي صغير يعرف بـ (مرسى المضايا) كانت تنزل به البضائع قديماً ولكنه فقد أهميته ولم يعد مرسى للصيادين في الوقت الحاضر. وقد كان في المضايا سوق إسبوعي في يوم الجمعة ولكنه اندثر من زمن طويل. وقد كانت المضايا مسرحاً لتجمع القبائل المحاربة ومكاناً لانطلاق الجيوش في العهد الإدريسي وقد شهدت معركة عنيفة إبان الحكم السعودي.

### الآثار التاريخية
- كان يوجد بالبلدة جامع عثماني قديم، وقدم هدم وبني مكانه الجامع الحالي.
- بيت مال المسلمين، وقد هدم وبني مكانه متوسطة وثانوية جعفر الطيار.
- قلعة قديمة وقد هدمت أيضا.
- بالإضافة إلى مباني أخرى وصفها المستشرق جون فيلبي بالأبنية المتطاولة الكبيرة أثناء زيارته للمضايا عام 1356 هـ وهي اليوم لا أثر ولا عين.